# EBLM J0555-57
EBLM J0555-57 även känd som CD-571311, är en trippelstjärna belägen i den mellersta delen av stjärnbilden Målaren. Den har en skenbar magnitud av ca 9,98 och kräver ett teleskop för att kunna observeras. Baserat på parallax enligt Gaia Data Release 3 på ca 4,86 mas, beräknas den befinna sig på ett avstånd på ca 670 ljusår (206 parsek) från solen. Den rör sig bort från solen med en heliocentrisk radialhastighet på ca 19 km/s.

## Egenskaper
Primärstjärnan EBLM J0555-57 A är en gul till vit stjärna i huvudserien av spektralklass F8. Den har en massa som är ca 1,13 solmassa, en radie som är ca 0,99 solradie och utsänder energi från dess fotosfär motsvarande ca 3,25 gånger solen vid en effektiv temperatur av ca 6 500 K.
Följeslagaren EBLM J0555-57 B är en gul till vit stjärna i huvudserien av spektralklass G0 V med en massa av ca 1,01 solmassa och en radie av ca 0,94 solradie och utsänder energi från dess fotosfär motsvarande ca 1,5 gånger solen vid en effektiv temperatur av ca 5 700 K.
Primärstjärnan är i sig en förmörkelsevariabel (EBLM J0555-57Ab kretsande kring EBLM J0555-57Aa). Förmörkelser, även kända som transiter i samband med planetariska sökningar, har upptäckts i det nära infraröda området, med ljusstyrka som sjunker på 0,05 procent under förmörkelsen. Formen och varaktigheten av transiteringarna gör att radierna för de två stjärnorna kan bestämmas. En fullständig upplösning av omloppsbanan ger en period på 7 dygn och 18 timmar, med en låg excentricitet på 0,09, en banlutning på 89,84° och en halv storaxel på 0,08 AE.

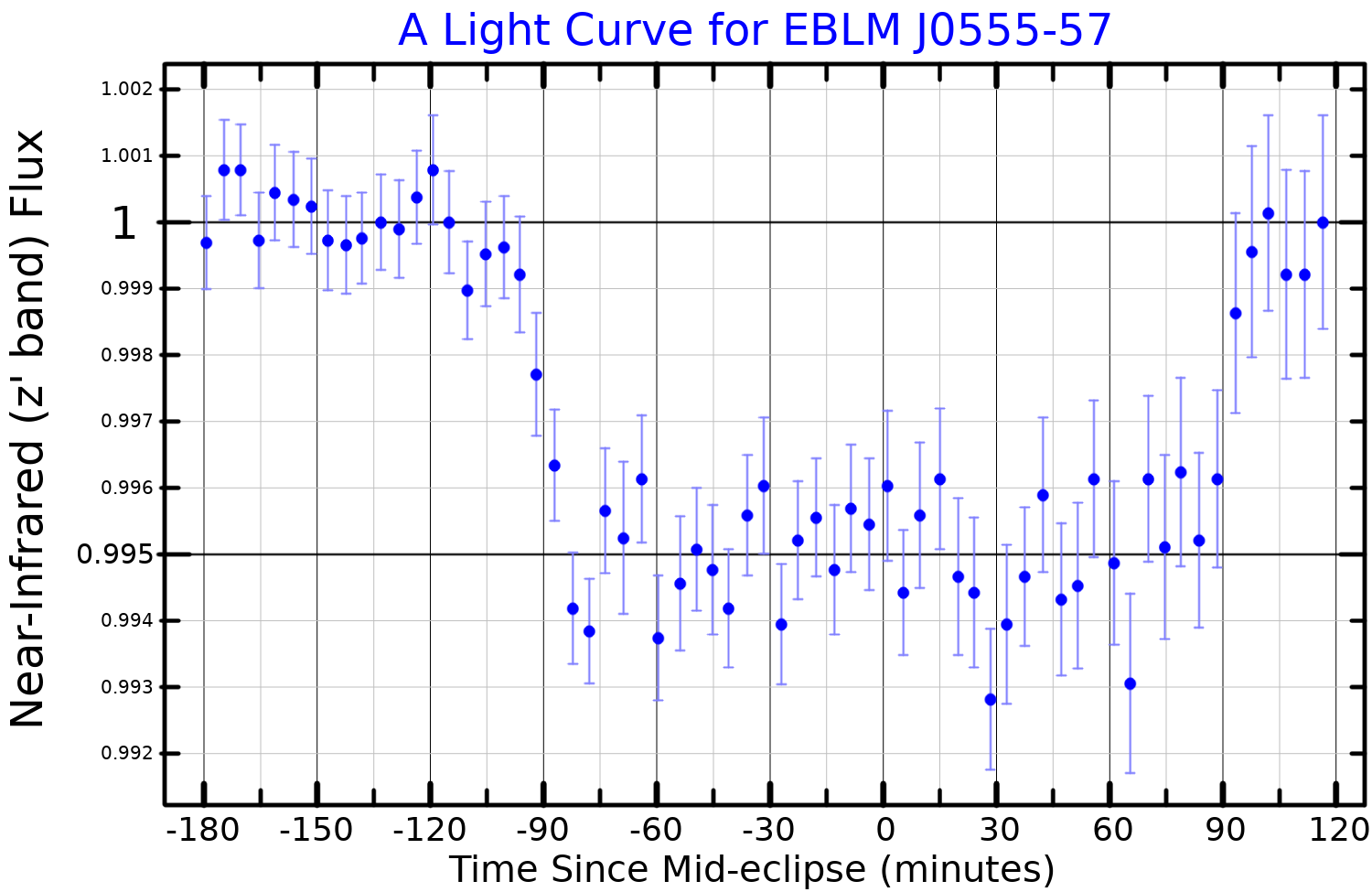
Ljuskurva i z'-bandet för EBLM J0555-57, anpassad från von Boetticher et al. (2017)

## EBLM J0555-57 Ab
EBLM J0555-57Ab har en massa på ca 85,2 ± 4 Jupitermassor, eller 0,081 solmassa. Dess radie är 0,08 solradie (cirka 59 000 km), jämförbar med Saturnus, som har en ekvatorial radie på 60 268 km. Stjärnan är cirka 250 gånger mer massiv än Saturnus. Nuvarande stjärnmodeller sätter dess massa vid den nedre gränsen för möjlig nukleär fusion av väte. EBLM J0555-57Ab upptäcktes av en grupp forskare vid University of Cambridge associerade med EBLM-projektet (Eclipsing Binary, Low Mass), med hjälp av data som samlats in av WASP-projektet. WASP (Wide Angle Search for Planets) söker efter exoplaneter med hjälp av transiteringsmetoden. Ytterligare egenskaper hos stjärnan bestämdes med hjälp av dopplerspektroskopi, för att mäta den periodiska variationen av radiell hastighet hos primärstjärnan orsakad av gravitationsinflytande från dess följeslagare. EBLM J0555-57Ab är den minsta stjärnan med vätefusion som för närvarande (2022) är känd.